# Transports en Allemagne
 (décembre 2024).
Si vous disposez d'ouvrages ou d'articles de référence ou si vous connaissez des sites web de qualité traitant du thème abordé ici, merci de compléter l'article en donnant les références utiles à sa vérifiabilité et en les liant à la section « Notes et références ».

Réseau ferré allemand en 2010 (en rouge les voies ICE).

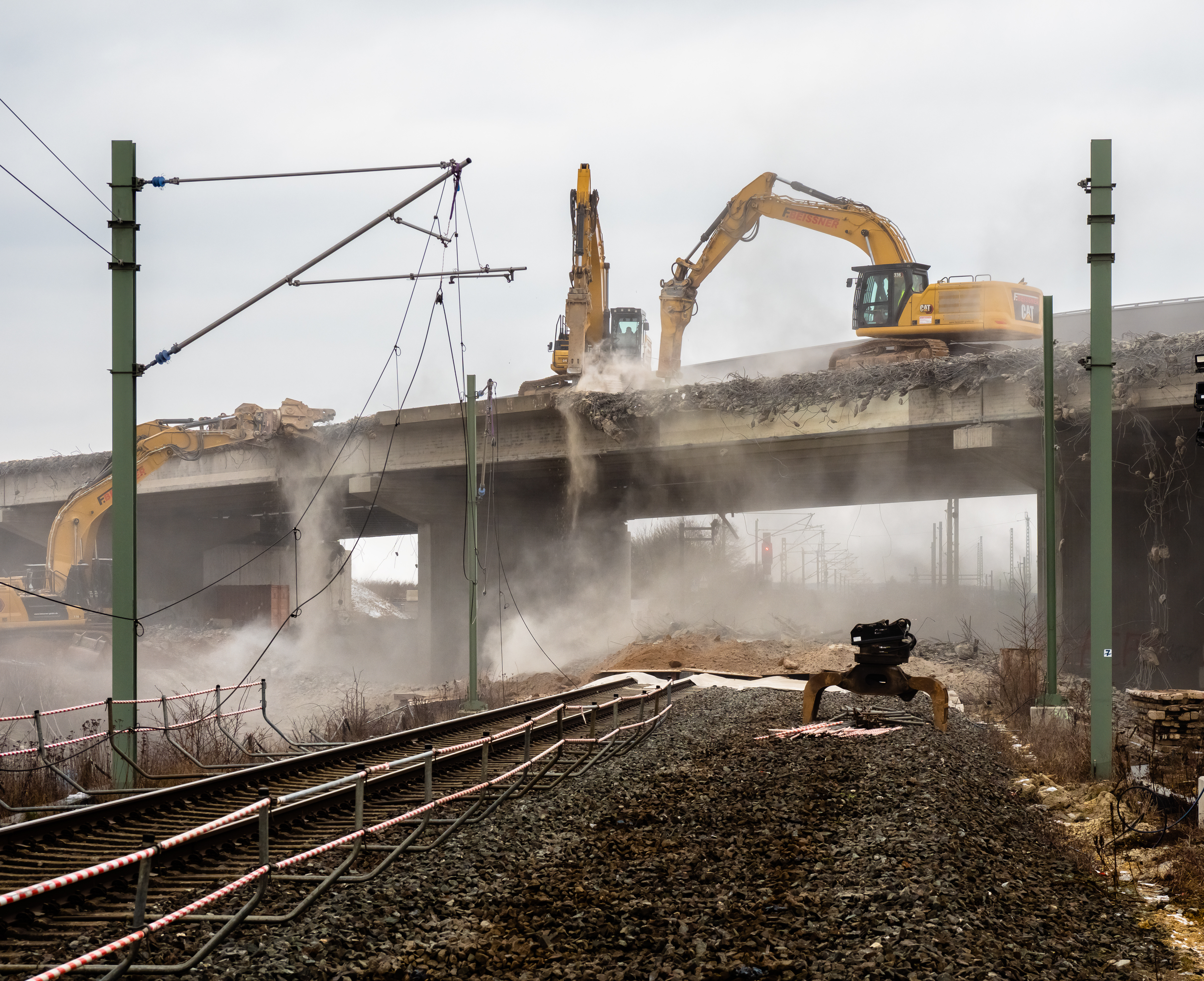
Infrastructures de transport en Allemagne : démolition du pont sur le Bundesautobahn 70 pour la construction d'un équipement concernant le LGV Nuremberg – Erfurt à Kemmern. Janvier 2021.

Cet article présente sommairement les différents réseaux de transport d'Allemagne.

## Chemins de fer
- lignes classiques parcourues < 200 km/h
- lignes à grande vitesse ≥ 200 km/h
- lignes à grande vitesse ≥250 km/h
- lignes à grande vitesse ≥ 300 km/h

Réseau ICE allemand avec fréquence et vitesse des trains :

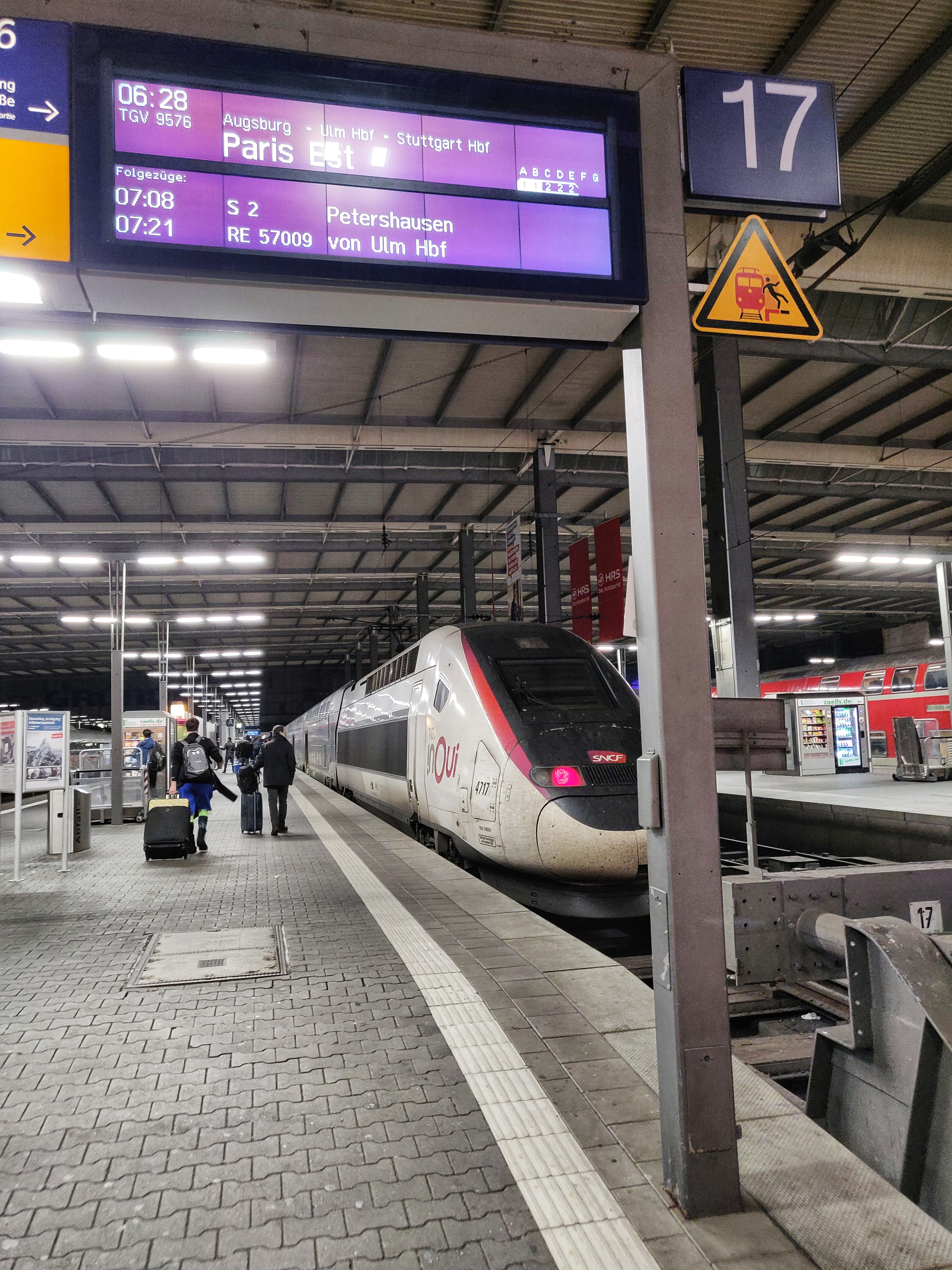
TGV inoui dans une gare germanophone

Total : 40 826 km, dont au moins 14 253 km électrifiés (courant alternatif 15 kV 16 2/3 Hz) et 14 768 km à double voie (1998).
La plus importante entreprise ferroviaire allemande est la Deutsche Bahn (DB) qui a le statut d'une société anonyme (DBAG) depuis 1994. le capital appartient à l'État.
Le réseau principal est géré par sa filiale DB-Netz.
Il existe en outre environ 280 réseaux secondaires privés, qui représentent globalement environ 3 000 km de lignes.
Le réseau allemand est ouvert à la concurrence des entreprises ferroviaires disposant d'une licence européenne.
Les trains circulent sur la voie de droite en Allemagne, quand ils circulent à gauche dans la plus grande partie de la France et en Grande-Bretagne, sauf éventuellement en Alsace.
Villes dotées d'un réseau de métro :
- Berlin (deux réseaux gérés séparément : « S-Bahn » et « U-Bahn » ;
- Bielefeld (Stadtbahn) ;
- Bochum/Essen ;
- Bonn (Stadtbahn) ;
- Brême (Stadtbahn) ;
- Cologne (Stadtbahn) ;
- Dortmund (U-Bahn) ;
- Düsseldorf (Stadtbahn)
- Francfort-sur-le-Main (U-Bahn) ;
- Hambourg (S-Bahn et U-Bahn) ;
- Hanovre (Stadtbahn) ;
- Munich ;
- Nuremberg (U-Bahn) ;
- Stuttgart (Stadtbahn).

Villes dotées d'un réseau de tramway :
- Augsbourg ;
- Bad Schandau, Berlin, Bielefeld, Bochum, Bonn, Brunswick, Brême ;
- Chemnitz, Cologne, Cottbus ;
- Darmstadt, Dessau-Roßlau, Dortmund, Dresde, Duisbourg, Düsseldorf ;
- Erfurt, Essen ;
- Francfort-sur-le-Main, Francfort-sur-l'Oder, Fribourg-en-Brisgau ;
- Gelsenkirchen, Gera, Görlitz, Gotha ;
- Halberstadt, Halle, Hanovre, Heidelberg, Heilbronn ;
- Iéna ;
- Karlsruhe, Kassel, Krefeld ;
- Leipzig, Ludwigshafen ;
- Magdebourg, Mayence, Mannheim, Munich, Mülheim ;
- Naumburg, Nordhausen, Nuremberg ;
- Oberhausen ;
- Plauen, Potsdam ;
- Rostock, Rüdersdorf ;
- Sarrebruck, Schöneiche, Schwerin, Strausberg, Stuttgart ;
- Ulm ;
- Woltersdorf, Wuppertal, Wurtzbourg ;
- Zwickau.

## Routes
volume

Carte du réseau d'autoroutes (autobahn) allemandes

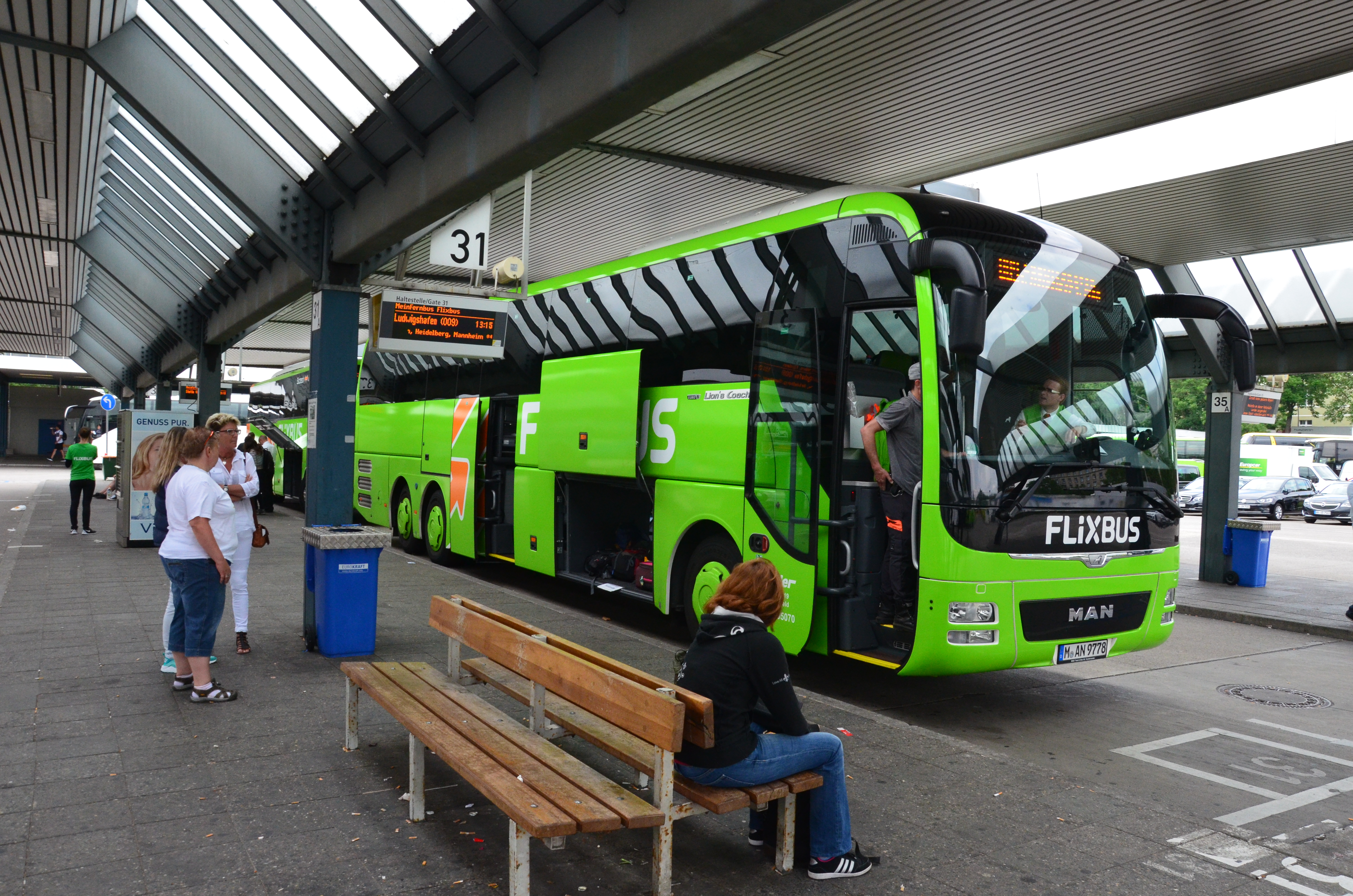
Autocar flixbus à la gare routière de Berlin ZOB, Allemagne.

Le volume du trafic en Allemagne, spécifiquement pour le fret, est intense de par sa position centrale en Europe.
En quelques décennies, une grande partie du fret est passé du rail à la route, ce qui a conduit le gouvernement fédéral à introduire une taxe (redevance ou péage) pour les camions en 2005. De l'augmentation de l'utilisation de la route indviduelle résulte en une densité de trafic relative aux autres nations. En 2023, 286 milliards de tonnes-kilometres sont parcourues par le fret. En 2018, 630 milliards de kilomètres sont parcourus par les voitures allemandes ou en Allemagne. En 2023, 591 milliards de kilomètres sont parcourus par les voitures allemandes ou en Allemagne.
sécurité
En 2019, la mortalité sur les autoroutes allemandes est de 1,6 par milliard de kilomètres parcourus sur autoroute, environ le double du taux britannique de 0,8. De 2019 à 2021, la mortalité routière par milliard de kilomètres parcourus se situe dans une plage de 3,7 à 4,0. La stratégie commune pour les activités de sécurité routière en Allemagne de 2021 à 2030 est connue comme “Road Safety Pact”.
En Allemagne, la mobilité urbaine est principalement pratiquée par des conducteurs en voiture (environ 58%) par rail urbain ou par train (environ 14%) ou en tant que passager d'une voiture (12%).
réseau
L'Allemagne dispose d'un réseau de  229 601 kilomètres de routes dans son réseau, ce qui fait une densité de 0,60 kilomètres de route par kilomètre carré de territoire. 5.7% de ces routes sont des autoroutes (autobahn en Allemand, motorways en anglais).
- total : 656 140 km
- revêtues : 650 891 km (dont 11 400 km d'autoroutes (autobahn)
- non revêtues : 5 249 km (1998)

En Allemagne, on compte 13 172 kilomètres d'autoroute, 37 810 kilomètres de route nationale; 86 751 kilomètres de routes d'état et 91 823 routes de district au premier janvier 2023.
vitesses
Le trafic à des vitesse élevées en Allemagne commence avec l'AVUS. Les autoroutes allemandes n'ont pas systématiquement de vitesse fédérale maximale pour les véhicules légers. Des limitations de vitesse existent sur beaucoup de tronçons d'autoroutes; elles peuvent être fixes ou variables.
Le gouvernement allemand a du intégrer le réseau est-allemand: Avec l'unification de l'Allemagne entre la République Démocratique d'Allemagne (RDA) et la République Fédérale d'Allemagne (RFA). Ceci s'est accompagné de la politique de l'Union européenne liée à l'élargissement de l'Union.
lignes régulières d'autocar
Des autocars intercité en Allemagne ont été délaissés avec la prospérité post-guerre. Une nouvelle législation est introduite dans la décennie 1980 pour protéger le rail national. Après cela, le marché a été dérégulé en 2012, quelques 150 nouvelles lignes d'autocar intercité ont été établies, conduisant à un significatif report modal du rail vers l'autocar pour les long voyages. Le marché s'est ensuite consolidé avec Flixbus contrôlant plus de 90% du marché national et s'étendant dans d'autres pays.

## Voies navigables
7 500 km (1999) ; les principaux fleuves navigables, le Rhin et l'Elbe, sont orientés Nord-Sud ; le canal de Kiel assure la liaison entre la mer Baltique et la mer du Nord ; le canal Rhin-Main-Danube assure une importante liaison Est-Ouest.

## Conduites
Oléoduc (brut) 2 500 km (1998).

## Ports
Berlin, Bonn, Brake, Brême, Bremerhaven, Cologne, Dresde, Duisbourg, Emden, Hambourg, Karlsruhe, Kiel, Lübeck, Magdebourg, Mannheim, Rostock, Stuttgart.

## Marine marchande
Total: 475 navires (d 100 tonneaux ou plus de jauge brute) totalisant 6 395 990 tonneaux (8 014 132 tonnes de port en lourd).
Navires par catégories : vraquiers 2, cargos 181, chimiquiers 12, porte-conteneurs 239, gaz liquéfiés 2, cargos polyvalents 5, passagers 2, pétroliers 8, transport de wagons 2, cargos réfrigérés 2, navires rouliers 13, passagers à courte distance 7 (1999).

## Aéroports
L'Allemagne compte environ 550 aéroports et aérodromes, dont 39 sont desservis par des compagnies aériennes régulières. Les plus importants quant au trafic de passagers sont ceux de Francfort sur le Main, Munich, Düsseldorf, Berlin-Tegel, Hambourg, Cologne-Bonn et Stuttgart.
La capitale Berlin est accessible via un aéroport : 
- Aéroport Willy Brand/Brandenburg (BER/EDDB) dont l’ouverture, prévue en 2011, a eu lieu en octobre 2020

L'aéroport de Tempelhof, dont l'activité devenait trop faible, a été fermé le 31 octobre 2008. Le trafic est dévié vers Tegel (TXL/EDDT) qui lui a fermé en 2020 à la suite de l’ouverture de l’aéroport actuel plus moderne, appelé avant l’ouverture du nouveau et principal terminal, Schonenfeld.
La compagnie aérienne nationale est la Lufthansa, privatisée depuis 1997.
L'avènement des compagnies à bas prix a favorisé l'établissement d'aéroports de moindre importance à l'écart des grandes villes. C'est notamment le cas de l'aéroport de Francfort-Hahn, situé à plus de 130 km de Francfort-sur-le-Main, principalement desservi par Ryanair, ou de l'aéroport de Weeze, desservi par la même compagnie sous le nom de Düsseldorf-Weeze bien que Düsseldorf se trouve à 80 km.
Les principaux aéroports allemands sont connectés au réseau de la Deutsche Bahn, permettant des correspondances train-avion confortables.

### Aéroports - avec pistes en dur
Total : 320
- de plus de 3 000 m : 14
- de 2500 à 3 000 m : 61
- de 1500 à 2 500 m : 67
- de 1000 à 1 500 m : 56
- de moins de 1 000 m : 122

### Aéroports - avec piste en terre
Total : 295
- de plus de 3 000 m : 2
- de 2500 à 3 000 m : 6
- de 1500 à 2 500 m : 6
- de 1000 à 1 500 m : 55
- de moins de 1 000 m : 226

### Héliports
- 59 (1999)